# مايك فاغنر (ملحن)
مايك فاغنر (بالإنجليزية: Mike Wagner)‏ هو ملحن ومنتج أسطوانات أمريكي، ولد في 13 مايو 1975 في لونغ بيتش في الولايات المتحدة.

## وصلات خارجية
- الموقع الرسمي